# Passe décisive
Une passe décisive (assist en anglais) désigne au basket-ball et par extension dans de nombreux autres sports une passe directement suivie d’un point marqué.

## Basket-ball
Une passe est dite décisive si le receveur n’effectue pas plus de deux dribbles avant de marquer un panier car, au-delà, on considère que c’est une action personnelle. Les meilleurs passeurs sont très souvent les meneurs, dans le sens où un bon passeur doit avoir une bonne vision de jeu et de bonnes mains, donner le ballon au bon moment afin d’éviter les interceptions ou les pertes de balles. Toutefois, des joueurs occupant d'autres postes peuvent être également d'excellents passeurs. Ainsi, Wilt Chamberlain, qui jouait au poste de pivot, clôt la saison 1967-1968 de la NBA en ayant réalisé le plus grand nombre de passes décisives dans la saison, (702 réalisations), devançant les meneurs Lenny Wilkens et Oscar Robertson. De nombreux pivots dominants développent leurs qualités à la passe pour contrecarrer les défenses faites sur eux, notamment la prise à deux. La moyenne a progressé au cours des années. Ainsi, la moyenne de passe attribuée par tir réussi est inférieure à 50 % avant les années soixante-dix, pour atteindre les 60 % dix ans plus tard, moyenne qui reste sensiblement la même depuis cette date. De nombreux spécialistes expliquent cette différence par une meilleure réussite aux tirs désormais.
Selon les statistiques officielles de la NBA, John Stockton est le joueur le plus prolifique à la passe avec 15 806 réalisations devant Jason Kidd, 11 842 passes à l'issue de la saison 2011-2012, Mark Jackson, 10 334, Magic Johnson,  10 141, Steve Nash,  9 916 et Oscar Robertson,  9 887. Magic Johnson possède la meilleure moyenne en carrière avec 11,19, devant John Stockton 10,51. Chris Paul, dont la carrière est en cours est troisième, à l'issue de la saison 2018-2019, avec 9,66 et devance Oscar Robertson, 9,51 et Isiah Thomas 9,26. Le record de passes décisives en un match est détenu par Scott Skiles avec 30 passes décisives, devançant John Stockton, auteur de 28, 27 et 26 passes, Jason Kidd, Kevin Johnson et Nate McMillan étant les seuls autres joueurs ayant réussis 25 passes ou plus.
En Europe, le Grec Theódoros Papaloukás est le meilleur passeur de l'histoire de l'Euroligue depuis que celle-ci est organisée par l'ULEB. Avec 938 passes, soit une moyenne de 3,99, il devance l'Argentin Pablo Prigioni deuxième avec 798 (avec une moyenne de 4,48), le Grec Dimítris Diamantídis, 652 passes soit 3,86 par rencontres, le Lituanien Šarūnas Jasikevičius 630 passes et 3,60 l'Américain Jon Robert Holden 608 et 2,91.
En championnat de France, Laurent Sciarra a longtemps dominé cette statistique, la meilleure performance sur une rencontre étant toutefois détenue par Pierre Bressant avec 28 passes décisives.
En WNBA, la Portugaise Ticha Penicheiro est (en 2012) la joueuse qui détient le plus grand nombre de passes décisives dans l'histoire de la ligue devant l'Américaine Sue Bird. Le 31 août 2020, Courtney Vandersloot bat le record WNBA sur une rencontre de 16 passes décisives (atteint en 1998 et 2002) en portant la barre à 18 unités lors d'une victoire 100 à 77 du Sky de Chicago sur le Fever de l'Indiana.
La NBA développe également l'analyse d'autres composantes du jeu de passes, dont la passe secondaire (« secondary pass » dite aussi « hockey assist »), c'est-à-dire la passe précédant la passe décisive,.

## Autres sports
Par extension, dans tous les autres sports de ballon par équipe, comme le football ou le volley, une passe est déclarée décisive lorsqu'elle permet à celui ou à celle qui reçoit la passe de marquer.
Au hockey sur glace, on ne parle pas de passe décisive mais simplement de passe ou d'aide et le terme ne s'applique pas qu'à la dernière passe.